# 渡辺勘十郎

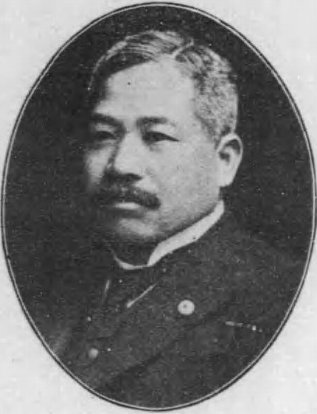
渡辺勘十郎

渡辺 勘十郎（わたなべ かんじゅうろう、元治元年10月17日（1864年11月16日） - 大正15年（1926年）10月4日）は、日本の衆議院議員（立憲政友会）。星亨の門下。

## 経歴
豊前国宇佐郡柳ヶ浦村（現在の大分県宇佐市）に今井紋平の四男として生まれ、渡辺久太郎の養子となった。星亨の書生を経て、1889年（明治22年）に英吉利法律学校（現在の中央大学）を卒業し、渡米。サンフランシスコで日本人愛国同盟を組織し、帰国後に殖民協会を設立し、移民事業に従事した。1900年（明治33年）に自由通信社を組織し、1902年（明治35年）には赤坂区会議員に選出された。1905年（明治38年）、東京市助役に就任した。
1908年（明治41年）、第10回衆議院議員総選挙に出馬し、当選を果たした。
1910年（明治43年）、再び東京市に入って収入役を務めた。その他、京成電気軌道株式会社監査役を務めた。